# Япрыково
Япрыково  (баш. Япрыҡ) — село в Туймазинском районе Республики Башкортостан Российской Федерации. Входит в состав Ильчимбетовского сельсовета.

## География

### Географическое положение
Расстояние до:
- районного центра (Туймазы): 17 км,
- центра сельсовета (Ильчимбетово): 8 км,
- ближайшей ж/д станции (Туймазы): 17 км.

## История
Село Япрыково было основано башкирами Кыр-Еланской волости Казанской дороги на собственных вотчинных землях.
Название происходит от прозвища Япрыҡ.
В «Списке населенных мест по сведениям 1870 года», изданном в 1877 году, населённый пункт упомянут как деревня Япрыкова 3-го стана Белебеевского уезда Уфимской губернии. Располагалась при реке Ике, на Казанском почтовом тракте из Уфы, в 75 верстах от уездного города Белебея и в 40 верстах от становой квартиры в селе Шаран (Архангельский Завод). В деревне, в 99 дворах жили 586 человек (301 мужчина и 285 женщин, башкиры, татары), были мечеть, почтовая станция, училище.

## Население
| 2002 | 2009 | 2010 |
| ---- | ---- | ---- |
| 659  | ↘640 | ↗755 |

Национальный состав
Согласно переписи 2002 года, преобладающие национальности —  башкиры (68 %), татары (27 %).

## Религия
В селе есть мечеть имени Фарита Тимербаева.